# Станчо Белковски
Станчо Илиев Белковски е водещ български архитект от първата половина на 20 век, професор, член-кореспондент на Българската академия на науките (БАН).

## Биография
Станчо Белковски е роден през 1891 в учителско семейство в София. Негови братя са художникът Асен Белковски и военният деец Богдан Белковски.
От 1910 учи архитектура в Политехниката на Берлин-Шарлотенбург, но прекъсва обучението си по време на войните (1912 – 1918), когато се сражава на фронта и е отличен с редица ордени за храброст. Дипломира се едва през 1920. След завръщането си в София започва работа съвместно с архитект Иван Васильов, а от 1925 работи самостоятелно. От 1928 до 1939 е съдружник с Иван Данчов, заедно с когото реализира много от най-известните си проекти.
През 1943, малко след основаването на Висшето техническо училище, Белковски става преподавател в него, като поставя основите на катедра „Обществени сгради“, която ръководи до края на живота си. От 1944 до 1945 е първият избран ректор на училището, от 1959 до 1961 е декан на Архитектурния факултет. През 1961 става член-кореспондент на БАН и директор на Института по градоустройство и архитектура, остава на този пост до края на живота си – година по-късно, когато загива при тежка железопътна катастрофа по време на служебно пътуване в Полша, близо до Краков.

## Памет
На архитект Станчо Белковски е наречена улица в квартал „Симеоново“ в София (Карта).

## Известни проекти
Белковски е автор на много обществени, жилищни и други сгради, най-значителни от които са:
- Къща на Владо Георгиев (бивша, после резиденция на Австрийското посолство), ул. Гладстон 16, София, (1923, с арх. Иван Васильов – това е единствената обща работа на Белковски и Васильов)
- Къща на Инж. Тома Белковски, бул. Евлоги и Христо Георгиеви № 60 (Клемент Готвалд, 47), София
- Сграда на Алианс Франсез (бивша, после Център за изучаване на чужди езици и Концертна зала „Славейков“, сега отново Алианс франсез), пл. „Славейков“, София, (1924)
- Къща на Ц. Б. и С. М., бул. Цариградско шосе 23 и ул. Гогол, София
- Къща на Анджело Куюмджийски (бивша, сега разиденция на американския посланик), ул. „Велико Търново“ 18, София, (1935 – 1936, с арх. Иван Данчов)
- Къща на Г. Семерджиев (бивша, по-късно посолство на ДР Виетнам, после посолство на Либия), ул. „Оборище“ 12, София, (1932 – 1933, с арх. Иван Данчов)
- Къща на Никола Мушанов (бивша, разрушена през 2005), ул. „Московска“ 47, София, (1925)
- Телеграфо-пощенска палата, Търново, (1930, с арх. Иван Данчов)
- Градоустройствено решение за миньорски жилищен комплекс „Твърди ливади“ с жилища за миньори, Перник, (1925 – 1932, с арх. Иван Данчов)
- Девически Дом „Анка Евстат. Гешова“ за 24 студентки/ученички (бивш, после Районен съд – брачна колегия, сега непоправимо повреден), Красно село, бул. Цар Борис ІІІ и ул. Ген. Ал. Суворов, София
- Германско училище (бивше, днес Национална музикална академия), София (1931 – 1932, с арх. Иван Данчов)
- Германско училище, Бургас, (1931 – 1932; с арх. Иван Данчов)
- Германско училище, (бивше, днес Музикално училище), Пловдив, (1928)
- Гробница-Мавзолей на Димитър Яблански, семейна на Паница-Яблански, Централни гробища, Орландовци, София
- Архитектурен комплекс „България“ – новия хотел „България“ с ресторант и сладкарница и Концертна зала „България“, бул. „Цар Освободител“ 4, ул. Аксаков 3 и ул. Г. Бенковски, София, (1931 – 1937, с арх. Иван Данчов)
- Студентски дом с театър-кино, пл. Народно Събрание 10, София, (1932 – 1933, с арх. Иван Данчов)
- Кинотеатър и апартаментен хотел „Балкан“ (бивш, сега Младежки театър), София, (1935 – 1937, с арх. Иван Данчов)
- Фондова борса (бивша, после Министерство на вътрешната търговия и услугите, сега профсъюз-Синдикат „Подкрепа“), пл. „Гарибалди“, София, (1936 – 1939)
- Доходна сграда (бивша на застрахователно дружество „България“, после Американско посолство, сега Испански културен център – Институт „Сервантес“), ул. „Съборна“ 1, София, (1938 – 1940)
- Еврейска болница (бивша, после клиника по Ендокринология към Медицинския университет, сега отново еврейска), ул. Дамян Груев, ул. Марко Балабанов, София, (1935, с арх. Иван Данчов)
- Банкова болница на БНБ (бивша, после Правителствена поликлиника, сега Градска стоматологична поликлиника), ул. Иван Вазов 5 и ул. 6-и септември, София, (с арх. Иван Данчов)
- Хижа „Алеко“ на Витоша – новата хижа, София, (1943)
- Хижа „Тинтява“ на Витоша – новата хижа, София, (1943)
- Телефонна палата, ул. „Гурко“, ул. Дякон Игнатий (Левски), ул. Ст. Караджа, ул. Княз Ал. Батенберг, София, (1936 – 1947)
- Физико-математически факултет, бул. „Джеймс Баучър“, София (1951)